# Liste du patrimoine immobilier classé d'Ellezelles
Cette page regroupe l'ensemble du patrimoine immobilier classé de la commune belge d'Ellezelles.
| Objet                                                                                             | Année de construction / Architecte | Adresse      | Section communale | Coordonnées                      | Numéro d’inventaire | Illustration                                                                                      |
| ------------------------------------------------------------------------------------------------- | ---------------------------------- | ------------ | ----------------- | -------------------------------- | ------------------- | ------------------------------------------------------------------------------------------------- |
| Moulin du Cat Sauvage                                                                             |                                    |              | Ellezelles        | 50° 43′ 56″ nord, 3° 38′ 46″ est | 51017-CLT-0002-01   | Moulin du Cat Sauvage                                                                             |
| Ensemble formé par le 'Moulin du Cat Sauvage' et ses abords à Ellezelles                          |                                    |              | Ellezelles        | 50° 43′ 55″ nord, 3° 38′ 39″ est | 51017-CLT-0003-01   | Image manquanteTéléverser                                                                         |
| L'église Saint-Pierre-aux-Liens, à Ellezelles                                                     |                                    |              | Ellezelles        | 50° 44′ 03″ nord, 3° 40′ 51″ est | 51017-CLT-0004-01   | L'église Saint-Pierre-aux-Liens, à Ellezelles                                                     |
| La roue hydraulique du Moulin de Mouflu                                                           |                                    | Rue Quesnoit | Ellezelles        | 50° 43′ 06″ nord, 3° 45′ 14″ est | 51017-CLT-0007-01   | Image manquanteTéléverser                                                                         |
| Chapelle Notre-Dame de la Paix, à Padraye (M) et ensemble formé par cet édifice et ses abords (S) |                                    |              | Padraye           | 50° 43′ 48″ nord, 3° 41′ 52″ est | 51017-CLT-0008-01   | Chapelle Notre-Dame de la Paix, à Padraye (M) et ensemble formé par cet édifice et ses abords (S) |

## Patrimoine déclassé
| Objet               | Année de construction / Architecte / Période de classement | Adresse                 | Section communale | Coordonnées                      | Numéro d’inventaire | Illustration              |
| ------------------- | ---------------------------------------------------------- | ----------------------- | ----------------- | -------------------------------- | ------------------- | ------------------------- |
| Moulin de Nespelier | Classé du 31/01/1944 au 27/01/2012                         | rue Camp et haies, n°15 | Ellezelles        | 50° 43′ 35″ nord, 3° 40′ 24″ est | 51017-CLT-0001-01   | Moulin de Nespelier       |
| Grange              | Classée du 02/04/1981 au 25/02/2015                        | Chaussée n°11           |                   | 50° 42′ 36″ nord, 3° 43′ 13″ est | 51017-CLT-0009-01   | Image manquanteTéléverser |